# Gomphostigma incomptum
Gomphostigma incomptum là một loài thực vật có hoa trong họ Huyền sâm. Loài này được (L.f.) N.E.Br. mô tả khoa học đầu tiên năm 1929.